# Na Tra: Ma đồng giáng thế
Na Tra: Ma đồng giáng thế (tiếng Trung: 哪吒之魔童降世; bính âm: Nǎ zhā zhī mó tóng jiàng shì) là một bộ phim hoạt hình 3D Trung Quốc thể loại kỳ ảo phiêu lưu được công chiếu vào năm 2019, do Sủi Cảo làm đạo diễn, Dịch Xảo, Ngụy Vân Vân làm đồng biên kịch. Bộ phim được sản xuất dựa trên nguyên tác "Phong thần diễn nghĩa", xoay quanh nhân vật thần thoại Trung Quốc là Na Tra cùng con trai của Đông hải long vương là Ngao Bính, viết nên câu chuyện truyền kỳ của Na Tra, không may mà bị coi thành "Ma hoàn" chuyển thế, đối mặt với vận mệnh gian truân nhưng không chịu khuất phục, dũng cảm chống lại.
Bộ phim được công chiếu tại Trung Quốc vào ngày 26 tháng 7 năm 2019, ngay lập tức thu được tiếng vang lớn cùng thành công chưa từng có về mặt doanh thu. Ngày 2 tháng 8, bộ phim trở thành bộ phim hoạt hình Trung Quốc có doanh thu cao nhất. Ngày 23 tháng 8, trở thành bộ phim hoạt hình có doanh thu tính trong một thị trường đơn lẻ cao nhất toàn thế giới, cũng là bộ phim hoạt hình không phải do nước Mỹ sản xuất có doanh thu cao nhất.
Phần tiếp theo mang tên Na Tra 2: Ma đồng náo hải được công chiếu tại Trung Quốc vào ngày 29 tháng 1 năm 2025.

## Nội dung
Bộ phim kể về câu chuyện truyền kỳ của Na Tra, một cậu bé đã đứng lên chống lại số phận bị áp đặt và những định kiến xã hội, nơi con người không chịu chung sống hòa bình với những người bị coi là dị loại. Bên cạnh đó phim cũng đề cập đến vấn đề phân biệt chủng tộc và cuộc đấu tranh giành quyền được sống tự do của họ.

## Lồng tiếng
| Nhân vật            | Diễn viên lồng tiếng       | Diễn viên lồng tiếng |
| Nhân vật            | Tiếng Trung Quốc phổ thông | Tiếng Quảng Đông     |
| ------------------- | -------------------------- | -------------------- |
| Na Tra (nhi đồng)   | Lữ Diễm Đình               | Trần Phái Nghiên     |
| Na Tra (thiếu niên) | Sâm Sắt Phu                | Sầm Giả Kỳ           |
| Ngao Bính           | Hãn Mặc                    | Mạch Tử Nhạc         |
| Lý Tịnh             | Trần Hạo                   | Hứa Đình Khanh       |
| Ân phu nhân         | Lục Khỉ                    |                      |
| Thân Công Báo       | Dương Vệ Thanh             |                      |
| Thái Ất chân nhân   | Trương Già Minh            |                      |

## Âm nhạc
| STT              | Nhan đề                                             | Sáng tác                      | Trình bày                     | Thời lượng |
| ---------------- | --------------------------------------------------- | ----------------------------- | ----------------------------- | ---------- |
| 1.               | "Na Tra" (ca khúc chủ đề)                           | GAI Chu Diễn, Đại Dương Dương | Gai Chu Diễn, Đại Dương Dương | 2:44       |
| 2.               | "Sau này chỉ còn mình ta với ta lưu lạc" (nhạc kết) | Vương Tử                      | Trương Bích Thần              | 4:37       |
| Tổng thời lượng: | Tổng thời lượng:                                    | Tổng thời lượng:              | Tổng thời lượng:              | 7:21       |

## Sản xuất
Sủi Cảo tên thật là Dương Vũ, tốt nghiệp Trung tâm y học Hoa Tây, Đại học Tứ Xuyên. Nhưng sau khi tốt nghiệp anh bỏ qua sự nghiệp y học mà theo đuổi nghiệp hoạt hình. Phim hoạt hình ngắn "Đánh, đánh cái quả dưa hấu" được Sủi Cảo sáng tác năm 2008 đã thu về hơn 30 giải thưởng, trong đó có "giải thưởng đặc biệt của ban giám khảo" của Liên hoan phim quốc tế Berlin dành cho phim ngắn.
Năm 2015, CEO của công ty Điện ảnh Khorgas là Dịch Xảo sau khi xem "Đánh, đánh cái quả dưa hấu" đã nhận xét: "Bộ phim hoạt hình này ý nghĩa cao xa, phương pháp thể hiện nhuần nhuyễn. Tác giả có thể sử dụng một cái máy tính cá nhân tự mình hoàn thành, nhất định là một thiên tài." Bởi vậy liền đi tìm Sủi Cảo hợp tác.

### Giai đoạn thiết kế
Sau khi được Điện ảnh Khorgas rót vốn đầu tư, Sủi Cảo nhanh chóng chọn "Na Tra" làm nhân vật chính. Na Tra là một trong các đề tài quan trọng nhất trong thần thoại truyền thống của Trung Quốc, Phong thần diễn nghĩa đã thiết lập vào lòng độc giả một hình tượng Na Tra phản nghịch, dám làm dám chịu, thiếu niên anh hùng. Là bộ điện ảnh đầu tiên, Na Tra bản thân cũng mang hình ảnh của đạo diễn Sủi Cảo, từ bỏ công việc bác sĩ, ở trong mắt nhiều người là từ bỏ tương lai xán lạn, nhiều người có cái nhìn không tích cực về Sủi Cảo. Sủi Cảo căn cứ những gì mình đã trải qua, cùng đoàn làm phim xác nhận chủ đề chính của bộ phim là: Đánh vỡ thành kiến, làm chính mình anh hùng, mệnh do ta không do trời. Hình tượng đáng yêu lại đáng thương của Na Tra cũng xuất phát từ mục đích này. Trong giai đoạn thiết kế, các bản thảo Na Tra lớn hầu như một lần là qua, bởi vì có mục tiêu rõ ràng, chỉ cần soái là được; mà Na Tra nhỏ lại cực kỳ khó nhằn, sửa lại hơn 100 lần mới được qua.
Ngoài Na Tra, Sủi Cảo cũng cải biên Ngao Bính, vợ chồng Lý Tịnh rất nhiều. Ngao Bính là người bạn duy nhất của Na Tra, cũng là một người lớn lên trong cô độc: lưng gánh sứ mệnh, phải lựa chọn giữa thiện và ác. Là cha mẹ Na Tra, vợ chồng Lý Tịnh là hình chiếu của các ông bố bà mẹ hiện đại: người mẹ bận rộn không có thời gian bên con - Ân phu nhân, người bố nghiêm khắc - Lý Tịnh, trên thực tế đều là những người yêu thương con mình nhưng có cách thể hiện riêng.
Thái Ất chân nhân tham khảo Thái Ất chân chân đạo tràng Càn Nguyên sơn Kim Quang động ở Tứ Xuyên. Đôi kết giới thú trông coi Na Tra tham khảo từ văn vật nhà Ân, khai quật từ di chỉ Kim Sa, tỉnh Tứ Xuyên. Trong vòng hai năm, đạo diễn Sủi Cảo đã sửa lại kịch bản tới 66 lần, mới quyết định bản thảo cuối cùng. Độ khác biệt giữa kịch bản đầu tiên và cuối cùng thậm chí vượt quá 80%.

### Giai đoạn sản xuất
Na Tra: Ma đồng giáng thế là bộ phim hoạt hình IMAX đầu tiên của Trung Quốc, cũng bộ hoạt hình đầu tiên của Điện ảnh Khorgas dùng quy trình chuẩn hóa. Từ chuẩn bị đến khi hoàn thành bộ phim, đoàn làm phim mất tổng cộng 5 năm, sửa chữa tổng cộng 66 kịch bản. Toàn bộ phim có tổng cộng hơn 1800 khung hình, trong đó có 1400 khung hình có hiệu ứng đặc biệt, xếp số một trong các bộ phim hoạt hình Trung Quốc từng được sản xuất. Hiệu ứng đặc biệt chiếm tới 80% tổng số khung hình. Bởi vì dự toán quá ít, nhiều công ty lớn không muốn nhận hợp đồng làm Na Tra, nên đoàn làm phim đành phải chia nhỏ ra cho nhiều công ty nhỏ làm. Trong quá trình sản xuất, đã có hơn 60 công ty bên ngoài được thuê để làm hiệu ứng cho bộ phim, có công ty giỏi làm mây, có công ty giỏi làm tia chớp, vân vân. Theo rất nhiều công ty được thuê phàn nàn, bởi vì yêu cầu của nhà sản xuất quá cao nên lo lắng thất bại của những nhà thiết kế hiệu ứng là rất lớn, vì vậy tỷ lệ từ chức sau khi nhận hợp đồng làm Na Tra đột nhiên tăng cao. Trong đó có một nhà thiết kế hiệu ứng được giao làm hiệu ứng đầu Thân Công Báo biến thành đầu báo, qua hai tháng vẫn không được duyệt, cho nên từ chức. Kết quả vào làm công ty khác, lại vừa vặn là công ty này được đoàn làm phim tìm đến, người này đành phải tiếp tục làm Thân Công Báo, cuối cùng cũng thành công. Bộ phim được hoàn thành vào ngày 5 tháng 7 năm 2019.

### Spoil
Cuối phim có ba cảnh hậu danh đề, trong đó có một cảnh tiết lộ về bộ phim tiếp theo Khương Tử Nha, được công chiếu vào năm 2020.

## Công chiếu
Na Tra: Ma đồng giáng thế vốn được dự định công chiếu vào ngày 16 tháng 8 năm 2019 tại thị trường Trung Quốc, nhưng sau đó được dời lịch công chiếu sớm hơn vào ngày 26 tháng 7.
Bộ phim được phát hành ở các khu vực nói tiếng Anh bằng tiếng Trung Quốc phổ thông với phụ đề tiếng Anh trong suốt phần còn lại của năm 2019.
Tại Úc, bộ phim được phát hình vào ngày 22 tháng 8, và tại New Zealand vào ngày 29 tháng 8, cả hai thị trường đều được phân phối bởi CMC Pictures.
Tại Mỹ và Canada, bộ phim được công chiếu phiên bản IMAX 3D tại một số địa điểm vào ngày 29 tháng 8, được công chiếu toàn quốc vào ngày 6 tháng 8, bởi Well Go USA Entertainment.
Tại Anh, bộ phim được phát hành bởi Trinity Cine Asia vào ngày 30 tháng 8.

## Giải thưởng
| Năm  | Giải thưởng          | Hạng mục                               | Tác phẩm                  | Kết quả   |
| ---- | -------------------- | -------------------------------------- | ------------------------- | --------- |
| 2019 | Giải Kim Long lần 16 | Phim hoạt hình điện ảnh xuất sắc nhất  | Na Tra: Ma đồng giáng thế | Đoạt giải |
| 2019 | Giải Kim Long lần 16 | Đạo diễn phim hoạt hình xuất sắc nhất  | Na Tra: Ma đồng giáng thế | Đoạt giải |
| 2019 | Giải Kim Long lần 16 | Biên kịch phim hoạt hình xuất sắc nhất | Na Tra: Ma đồng giáng thế | Đoạt giải |
| 2019 | Giải Kim Long lần 16 | Phối âm phim hoạt hình xuất sắc nhất   | Na Tra: Ma đồng giáng thế | Đoạt giải |

## Phản hồi

### Quốc nội
Trên trang Douban, bộ phim nhận được đánh giá 8,5/10 điểm trên 1 triệu lượt bình chọn. Trên trang Maoyan, được đánh giá 9,7/10 điểm qua 2,32 triệu lượt chấm điểm.

#### Doanh thu
Bộ phim đã thu về 600 triệu nhân dân tệ (khoảng 1,9 nghìn tỷ Việt Nam đồng, 84 triệu đô la) chỉ trong ba ngày đầu công chiếu. Bộ phim cũng đã phá vỡ kỷ lục doanh thu 91,5 triệu đô la của các bộ phim hoạt hình Trung Quốc.
Ngày 7 tháng 8 năm 2019, Na Tra: Ma đồng giáng thế trở thành bộ phim hoạt hình đạt 400 triệu đô la tại một thị trường nhanh nhất (12 ngày), vượt qua Vua sư tử (14 ngày). Nó cũng hiện là bộ phim hoạt hình có doanh thu cao nhất mọi thời đại tại một thị trường duy nhất (703,71 triệu đô la tại Trung Quốc), vượt qua Incredibles 2 (2018) (608,5 triệu đô la tại Bắc Mỹ), bộ phim hoạt hình không phải của Disney hay Pixar có doanh thu cao nhất trong một thị trường duy nhất, vượt qua Shrek 2 (2004) (441,2 triệu đô la tại Bắc Mỹ) và là bộ phim hoạt hình không nói tiếng Anh có doanh thu cao nhất, vượt qua Spirited Away (2001) (361,1 triệu đô la trên toàn thế giới). Khi cán mốc 700 triệu đô la (46 ngày), nó đã trở thành bộ phim hoạt hình đầu tiên trong lịch sử điện ảnh đạt được cột mốc đó trong một thị trường duy nhất.

### Quốc tế
Tại nước ngoài, bộ phim nhận được nhiều ý kiến trái chiều từ các nhà phê bình. Trên trang tổng hợp đánh giá Rotten Tomatoes, bộ phim có 14 review với rating 86%, và có 416 lượt bình chọn của khán giả với điểm số là 98%.